# Mahmud av Ghazni

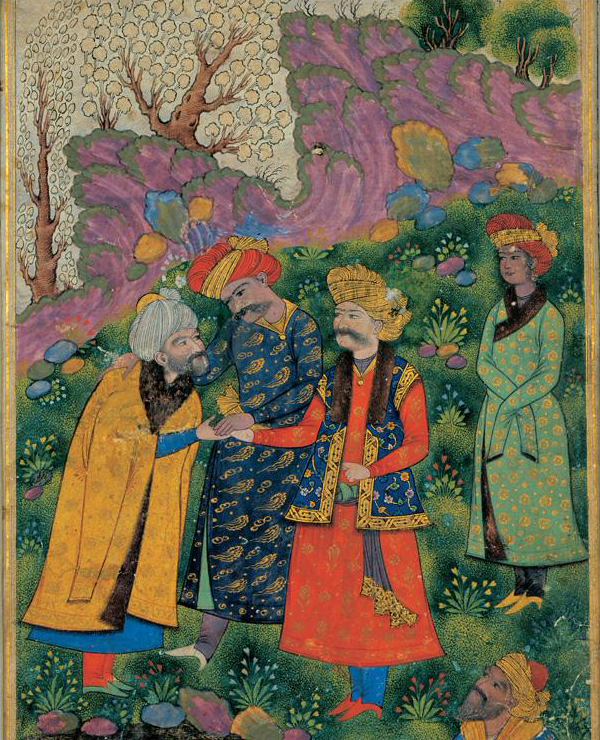
Mahmud av Ghazni, i rött, med gul turban

Mahmud Ghaznavi, eller Mahmud av Ghazni, persiska: سلطان محمود غزنوی, var en sultan från Ghazni-provinsen i nuvarande Afghanistan, född 979, död 30 april 1030. Han var den förste som bar titeln sultan.
Han var ghaznavidisk sultan i Ghazni från 998. Han invaderade och erövrade Multan och Punjab år 1021 och är känd för att ha förstört många hinduiska tempel efter erövringarna i nordvästra Indien. Han försökte även med våld att tvångskonvertera många hinduer eftersom dessa inte hade status av Dhimmi. Hindunationalister hänvisar ofta till dessa övergrepp av muslimer mot hinduer. Han upprättade dock ett kulturellt centrum med muslimsk profil i Lahore och räknas som grundaren av Delhisultanatet, vars första härskare var de slavsoldater (mamluker) som tjänat under Mahmud (se mamlukdynastin i Delhi).
Mahmud expanderade även västerut till Iran, men dessa plundringståg inbringade inte lika stora rikedomar som i Indien. Mahmuds krig motiverades främst av ekonomiska hänsyn, men officiellt framställdes Mahmud som försvarare av den muslimska trosinriktningen sunna. Hans rike blev kortvarigt; redan 10 år efter hans död krympte riket till en lokal makt i östra Afghanistan och nordvästra Indien.